# Mao, Dominikanska republiken
Mao (förkortning av: Santa Cruz de Mao) är en stad och kommun i provinsen Valverde i nordvästra Dominikanska republiken. Den ligger cirka 42 kilometer nordväst om Santiago de los Caballeros som är landets näst största stad. Mao är den administrativa huvudorten för provinsen Valverde. Kommunen Mao omfattar de tre kommundistrikten Amina, Guatapanal och Jaibón de Pueblo Nuevo.
Centralorten hade 49 714 invånare vid folkräkningen år 2010. Kommunen hade 76 863 invånare (2010), på en yta av 415,2 km².